# التجديد الإسباني
التجديد الإسباني (RE) كان حزب سياسي ملكي إسباني نشط خلال الجمهورية الإسبانية الثانية والذي دعا إلى استعادة ألفونسو الثالث عشر ملك إسبانيا، على عكس الكارلية. كان الحزب مرتبطًا بمؤسسة العمل الإسباني الفكرية، وكان بقيادة أنطونيو جويكوتشيا وخوسيه كالفو سوتيلو. وفي عام 1937، أثناء الحرب الأهلية الإسبانية، اختفى الحزب رسميا بعد اندماج مختلف المنظمات اليمينية المتطرفة في منطقة المتمردين في حزب واحد على يد فرانسيسكو فرانكو.